# Locutor de rádio

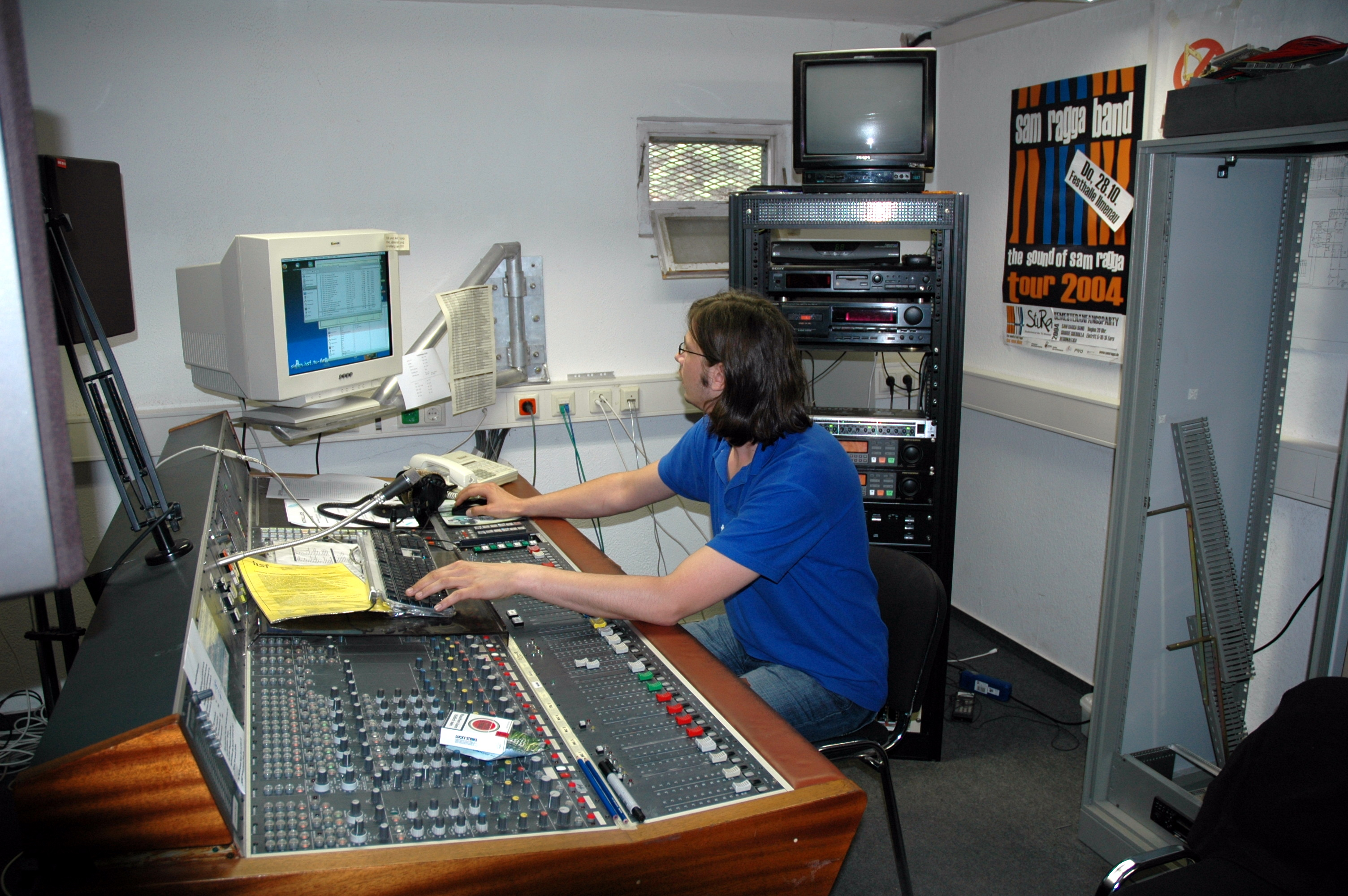
Locutor de rádio

Locutor de rádio é o responsável por transmitir informações, fazer comentários, entrevistas, interagir com o público e apresentar propagandas para ouvintes de determinada estação radiofônica. É aquele que empresta a voz a um produto ou ideia.

## Categorias
A atividade de locutor de rádio foi regulamentada em 1978, pela Lei nº 6.615. De acordo com a legislação, o locutor pode trabalhar nas seguintes categorias:
- Anunciador - Faz leituras de textos nos intervalos da programação.
- Apresentador/Animador - Apresenta e anuncia programas, realiza entrevistas, interage com o público.
- Comentarista desportivo - Comenta eventos desportivos e transmite informações comerciais.
- Locutor esportivo - Narra e comenta os eventos esportivos. Participa de debates e mesas-redondas.
- Noticiarista de rádio - Lê programas noticiosos.
- Entrevistador - Expõe e narra fatos, realiza entrevistas.

## Requisitos

### Dicção
A dicção é fundamental a todo locutor de Rádio. Um locutor deve ter sua dicção em 100 % para se tornar compreensível.

### Interpretação
Quando se interpreta um texto dentro do rádio, deve-se levar em consideração diversos fatores como o ritmo, as músicas, plástica da rádio, estilo do programa, sua voz e o objetivo do texto ou programa que se está fazendo.
A interpretação de um texto gravado por exemplo é diferente de um comercial ao vivo, que por sua vez é diferente da interpretação de um programa romântico. A quantidade de pausas de respiração que se faz dentro de um texto (ênfase), determina se este texto será rápido ou lento.

### Técnicas vocais e técnicas de comunicação
Quanto mais se usa a voz de forma adequada, mais se tem uma técnica de comunicação apurada podendo por meio da diferenciação entre tom, timbre e ritmo modificar sua voz para interpretar, expressar-se ou fazer locução de forma que as pessoas possam entender e consequentemente, poder-se-á fazer mais sucesso em rádio ou outros meios de comunicação que utilizam a voz.